# Jim: The James Foley Story
Jim: The James Foley Story é um filme-documentário estadunidense de 2016 dirigido e escrito por Brian Oakes, Chris Chuang e Heather MacDonald. Segue a história do jornalista e correspondente de guerra James Foley e a canção "The Empty Chair", composta por J. Ralph e Sting, foi indicada ao Oscar de melhor canção original na edição de 2017.